# Villeneuve-du-Latou
Villeneuve-du-Latou település Franciaországban, Ariège megyében. Lakosainak száma 154 fő (2022. január 1.). Villeneuve-du-Latou Durfort, Le Fossat, Saint-Ybars, Sainte-Suzanne, Gaillac-Toulza és Marliac községekkel határos.

## Népesség
A település népessége az elmúlt években az alábbi módon változott:
| Lakosok száma | 135  | 113  | 116  | 107  | 145  | 152  | 158  | 155  | 154  | 154  |
|               | 1968 | 1982 | 1990 | 2006 | 2013 | 2015 | 2017 | 2019 | 2020 | 2022 |